# Лихачёв, Фёдор Михайлович
Фёдор Миха́йлович Лихачёв (3 мая 1903 года — 4 апреля 1943 года) — советский офицер, полковник, участник Великой Отечественной войны.

## Биография
Родился 3 мая 1903 года в селе Стоянцы Корчевского уезда в бедной крестьянской семье. Вместе жили ещё 3 сестры и 2 брата, Лихачёв был самым старшим из них.
Достигнув призывного возраста, Лихачёв поступил на службу в РККА. После окончания службы поступил в военное училище.
После окончания учёбы был отправлен в город Наро-Фоминск, там был командиром взвода механизированной бригады имени Калиновского. В 1932 году женился.
В 1935 году окончил казанские курсы комсостава и вновь вернулся в Наро-Фоминск. В 1939 году переведён в Калугу, а с начало Советско-финской войны направлен на фронт, возглавил танковый батальон. За боевую отвагу и мужество был награждён Орденом Ленина.
В боях Великой Отечественной войны с 1942 года. 19 декабря 1942 года 4-й гвардейский танковый корпус начал наступление на Кантемировку. Советские войска организовали необычную психическую атаку — танки двигались с зажжёнными фарами и заглушками на выхлопных коллекторах. Враг был деморализован и потрясён.
В этот же день командир 66-й танковой бригады 17 танкового корпуса полковник Лихачёв первым ворвался на привокзальную площадь города. Корпус за блестящую операцию получил почётное наименование «Кантемировский», а сам Фёдор Михайлович получил орден Красного Знамени.
Лихачёв хорошо относился к бойцам корпуса, несмотря на все трудности в любой ситуации принимал правильные решения по ведению боя. Солдаты уважительно называли комбрига «отец».
Из представления к ордену Красного Знамени:

Товарищ Лихачёв Ф. М. с начала её формирования, проявил много заботы и трудов по сколачиванию личного состава экипажей. В период прорыва в районе среднего Дона товарищ Лихачёв лично не раз ходил в разведку и водил бригаду на разгром немецко-итальянских фашистов. Товарищ Лихачёв является смелым, инициативным и высоко грамотным командиром.
— Наградной лист в электронном банке документов «Подвиг народа».
В составе 1-й гвардейской армии 12-я танковая бригада участвовала в боях за освобождение украинской земли однако закрепить захваченные танками позиции в Красноармейске пехота не успела и танковую бригаду окружили немецкие танковые войска.
В окружении находились подполковник Шибанков (впоследствии Герой Советского Союза), полковник Лихачёв и другие бойцы. В боях Лихачёв получил тяжёлое ранение, но продолжал руководить боем (Шибанков погиб), но во время одного из столкновений потерял сознание. Рядовой Геннадий Виноградов (тоже впоследствии Герой Советского Союза) вынес Фёдора Михайловича и знамя бригады из горящего дома, было решено вывезти комбрига с символом подразделения из окружения на уцелевшем танке Т-34.
Лихачёв был доставлен в госпиталь (Сватово), но раны были слишком тяжёлые и запущенные. Командование успело вручить комбригу Орден Отечественной войны I степени.
Из наградного листа:

Товарищ Лихачёв всюду простой солдат нашего корпуса, исполнительный, честный, и особой личной отваги.
— Наградной лист в электронном банке документов «Подвиг народа».
4 апреля 1943 года отважный офицер скончался. Был похоронен в центре города Сватово на площади 1 мая.

## Награды
- Орден Ленина
- Орден Красного Знамени
- Орден Отечественной войны I степени[1]

## Память
- В городе Беловодске в честь Лихачёва названа одна из улиц.
- В Сватове его именем также названа городская улица.
- В городе Красноармейске Донецкой области в музее при средней школе № 5 часть экспозиции посвящена отважному комбригу, там хранятся его письма к жене[2].
- В музее боевой славы 4-й гвардейской танковой дивизии Лихачёву посвящён стенд.